# Louroux-Bourbonnais
Louroux-Bourbonnais ist eine französische Gemeinde mit 206 Einwohnern (Stand: 1. Januar 2022) im Département Allier in der Region Auvergne-Rhône-Alpes (vor 2016 Auvergne). Sie gehört zum Arrondissement Moulins und ist Mitglied im Gemeindeverband Communauté de communes du Bocage Bourbonnais. Die Einwohner werden Lourouziens Bourbonnais und Lourouziennes Bourbonnaises genannt.

## Lage
Louroux-Bourbonnais liegt etwa 22 Kilometer nordöstlich von Montluçon. Das Gemeindegebiet wird vom Flüsschen Mouline durchquert das hier noch Ruisseau de Courjet genannt wird.

### Nachbargemeinden
Umgeben ist Louroux-Bourbonnais von den Nachbargemeinden Le Vilhain im Nordwesten und Norden, Theneuille im Norden und Nordosten, Ygrande im Osten, Vieure im Südosten und Süden, Cosne-d’Allier im Süden, Venas im Südwesten, Hérisson im Westen sowie Saint-Caprais im Westen und Nordwesten.

## Bevölkerungsentwicklung
| Jahr      | 1962 | 1968 | 1975 | 1982 | 1990 | 1999 | 2006 | 2011 | 2019 |
| Einwohner | 508  | 447  | 336  | 287  | 256  | 245  | 231  | 245  | 203  |

## Sehenswürdigkeiten
- Kirche St-Martin aus dem 11./12. Jahrhundert, seit 1926 Monument historique
- Kreuz, seit 1928 Monument historique